# Pseudomyrmex laevivertex
Pseudomyrmex laevivertex é uma espécie de formiga do género Pseudomyrmex, subfamilia Pseudomyrmecinae.

## História
Esta espécie foi descrita cientificamente por Forel em 1906.